# Enjoy Yourself (album, Kylie Minogue)
Enjoy Yourself je glasbeni album avstralske pop pevke Kylie Minogue. Album je 9. oktobra 1989 izšel preko založbe PWL Records. Album je napisala (z izjemo pesmi »Tears on My Pillow«) in producirala skupina britanskih tekstopiscev, Stock, Aitken, Waterman. Glasbeni kritiki so ob izidu velikokrat izpostavili, da je zelo podoben debitantskemu glasbenemu albumu Kylie Minogue, albumu Kylie.
Preko albuma so izšli štirje singli. Prvi singl, pesem »Hand on Your Heart«, je požel veliko uspeha na glasbenih lestvicah, saj je zasedel četrto mesto na avstralski ter prvo na britanski glasbeni lestvici. Poleg tega so preko albuma kot singli izšle še pesmi »Wouldn't Change a Thing«, »Never Too Late« in »Tears on My Pillow«, ki so jih vključili na soundtrack debitantskega filma Kylie Minogue, The Delinquents. Nobena od pesmi pa ni bila preveč uspešna v Združenih državah Amerike ali se uvrstila na katero koli izmed Billboardovih lestvic.
Album Enjoy Yourself je s strani glasbenih kritikov prejel mešane ocene. Nekateri kritiki so menili, da bodo pesmi takoj postale zelo popularne, drugi pa, da je preveč podoben njenemu prvemu glasbenemu albumu. Album je kljub temu požel velik komercialni uspeh, saj se je uvrstil na eno od prvih desetih mest na glasbenih lestvicah v mnogih državah, med drugim tudi na Irskem, v Združenem kraljestvu, Grčiji, Novi Zelandiji, Avstraliji in Belgiji. V sklopu promocije albuma so organizirali turnejo z naslovom Enjoy Yourself Tour, v sklopu katere je Kylie Minogue nastopila v Veliki Britaniji, Aziji in Avstraliji. Album Enjoy Yourself je zasedel prvo mesto na britanski glasbeni lestvici, tako kot dva singla, izdana preko njega. Januarja 1990 je za uspešno prodajo v Veliki Britaniji prejel štirikratno platinasto certifikacijo organizacije British Phonographic Industry (BPI). Album je že v prvih desetih tednih od izida prodal več kot 1 milijon izvodov.

## Ozadje in snemanje
Po komercialnem uspehu debitantskega albuma Kylie Minogue, albuma Kylie leta 1988, je Kylie Minogue februarja 1989 v studijih založbe PWL v Londonu, Anglija, skupaj s skupino britanskih tekstopiscev Stock, Aitken, Waterman pričela delati na svojem naslednjem glasbenem albumu. Snemalne seje so trajale od aprila do julija 1989; pesem »Tears on My Pillow« so posneli zadnjo, malo zatem, ko je Kylie Minogue originalno različico slišala med večerjo v hiši Petea Watermana.

## Sprejem s strani kritikov
Enjoy Yourself je s strani glasbenih kritikov prejel mešane ocene. Chris True s spletne strani Allmusic je napisal, da album vključuje »pesmi, ki bodo takoj uspele«, album Enjoy Yourself sam pa je označil za »dobrega naslednjika njenega debitantskega albuma«, a je menil, da je morda malce preveč podoben slednjemu. Albumu je podelil dve zvezdici in pol od petih. Nick Levine iz revije Digital Spy je albumu dodelil pozitivno oceno oziroma tri zvezdice od petih. O albumu je napisal: »Vključuje malo bolj raznolike pesmi kot njen debitantski album, a pesmi vseeno niso tako dobre - in manj očarljive. A vseeno so singli simpatični in domiselna Kylie Minogue drži obljubo, ki nam jo je dala z naslovom.«
Novinar revije Rolling Stone pa je albumu dodelil negativno oceno in ga označil za »nesposobnega«.

## Dosežki na lestvicah in prodaja
Album Enjoy Yourself je debitiral na prvem mestu britanske glasbene lestvice in z 600.000 prodanimi izvodi v Veliki Britaniji tamkaj takoj po izidu s strani organizacije British Phonographic Industry (BPI) prejel dvakratno platinasto certifikacijo. V Veliki Britaniji je album že samo po desetih tednih od izida prodal milijon izvodov. 1. januarja 1990 je album s strani organizacije British Phonographic Industry (BPI) prejel štirikratno platinasto certifikacijo. Ob izidu v Avstraliji je album na tamkajšnji lestvici zasedel deveto mesto in prejel platinasto certifikacijo. Album je po svetu prodal 5 milijonov izvodov.
Album je zasedel prvo mesto tudi na irski in hongkonški glasbeni lestvici ter eno izmed prvih desetih mest na grški, japonski, danski in belgijski lestvici. V Severni Ameriki albuma Enjoy Yourself niso promovirali in se zato tudi ni uvrstil na nobeno od pomembnejših Billboardovih lestvic. Zasedel pa je prvo mesto na novozelandski glasbeni lestvici.

## Singli
Prvi singl z albuma, pesem »Hand on Your Heart«, je zasedel prvo mesto na britanski in četrto na avstralski glasbeni lestvici. Drugi singl z albuma, pesem »Wouldn't Change a Thing«, je debitirala na drugem mestu britanske lestvice, videospot za pesem pa je bil posnet v Veliki Britaniji. Pesem »Never Too Late«, tretji singl z albuma, so na začetku nameravali izdati kot drugi singl z albuma Enjoy Yourself. Pesem je postala osmi zaporedni singl Kylie Minogue, ki je zasedel eno izmed prvih petih mest britanske glasbene lestvice; tam je zasedel četrto mesto in nazadnje prodal več kot 200.000 izvodov. Četrti singl z albuma, pesem »Tears on My Pillow«, so posneli za film Kylie Minogue, The Delinquents, sicer pa je različica pesmi glasbene skupine Little Anthony & The Imperials iz leta 1958. Pesem je debitirala na drugem mestu britanske glasbene lestvice, kjer je že naslednji teden zasedla vrh. Na Švedskem je pesem »Tears on My Pillow« izšla kot singl s pesmijo »We Know the Meaning of Love« kot B-stranjo.

## Seznam pesmi
| Št.             | Naslov                         | Dolžina |
| --------------- | ------------------------------ | ------- |
| 1.              | „Hand on Your Heart‟           | 3:54    |
| 2.              | „Wouldn't Change a Thing‟      | 3:17    |
| 3.              | „Never Too Late‟               | 3:27    |
| 4.              | „Nothing to Lose‟              | 3:24    |
| 5.              | „Tell Tale Signs‟              | 2:29    |
| 6.              | „My Secret Heart‟              | 2:44    |
| 7.              | „I'm Over Dreaming (Over You)‟ | 3:27    |
| 8.              | „Tears on My Pillow‟           | 2:33    |
| 9.              | „Heaven and Earth‟             | 3:47    |
| 10.             | „Enjoy Yourself‟               | 3:43    |
| Skupna dolžina: | Skupna dolžina:                | 32:56   |

| Severnoameriška dodatna pesem | Severnoameriška dodatna pesem                   | Severnoameriška dodatna pesem |
| Št.                           | Naslov                                          | Dolžina                       |
| ----------------------------- | ----------------------------------------------- | ----------------------------- |
| 6.                            | „Especially for You‟ (duet z Jasonom Donovanom) | 4:04                          |
| Skupna dolžina:               | Skupna dolžina:                                 | 36:57                         |

## Ostali ustvarjalci
Vir :
- Kylie Minogue – glavni vokali, spremljevalni vokali
- Jason Donovan – vokali
- Mae McKenna, Miriam Stockley]] - spremljevalni vokali
- Matt Aitken  - sintetizator, kitara, producent, urejanje
- Pete Waterman  - produkcija, urejanje, mešanje
- Mike Stock  - spremljevalni vokali, produkcija, urejanje, sintetizator
- Ian Curnow – sintetizator
- Roger Linn - bobni
- Jason Barron, Dave Ford, Julian Gingell, Peter Hammond, Phil Harding, Chris McDonnell, Barry Stone – mešanje
- Peter Day – inženir, mešanje
- Karen Hewitt - inženir
- Greg Fulginiti - urejanje
- Simon Fowler - fotograf
- David Howells - modni oblikovalec
- Lino Carbosiero -frizer

## Formati
| Format  | Država                  | Številka kataloga | Založba          |
| ------- | ----------------------- | ----------------- | ---------------- |
| CD      | Avstralija              | MUSH322092        | Mushroom Records |
| Vinilka | Avstralija              | TVL93294          | Mushroom Records |
| CD      | Velika Britanija        | HFCD9             | PWL              |
| CD      | Japonska                | 29B2-77           | PWL              |
| Vinilka | Japonska                | 25B1-77           | PWL              |
| Vinilka | Združene države Amerike | GHS24272          | Geffen Records   |

## Dosežki in certifikacije
| Lestvica (1989)                       | Dosežek |
| ------------------------------------- | ------- |
| Avstralija (ARIA)                     | 9       |
| Belgija (Ultratop)                    | 3       |
| Danska (Tracklisten)                  | 10      |
| Nemčija (Media Control Charts)        | 33      |
| Grčija (IFPI - Grčija)                | 2       |
| Irska (IRMA)                          | 1       |
| Japonska (Oricon)                     | 5       |
| Nova Zelandija (RIANZ)                | 6       |
| Švedska (Sverigetopplistan)           | 33      |
| Švica (Schweizer Hitparade)           | 13      |
| Združeno kraljestvo (UK Albums Chart) | 1       |

| Država              | Organizacija | Certifikacija | Prodaja    |
| ------------------- | ------------ | ------------- | ---------- |
| Avstralija          | ARIA         | Platinasta    | 70.000     |
| Združeno kraljestvo | BPI          | 4× platinasta | 1.200.000  |
| Francija            | SNEP/IFOP    | Zlata         | 100.000    |
| Švica               | IFPI         | Zlata         | 25.000     |
| Svetovna prodaja    |              |               | 3.500.000+ |

| Leto | Država                                | Dosežek |
| ---- | ------------------------------------- | ------- |
| 1989 | Združeno kraljestvo (UK Albums Chart) | 6       |
| 1989 | Avstralija (ARIA)                     | 96      |

### Ostali pomembnejši dosežki
| Predhodnik: Crossroads od Tracy Chapman | Prvo mesto na britanski glasbeni lestvici 21. oktober 1989 – 27. oktober 1989 | Naslednik: Wild! od Erasurea |